# Giovanni Coppa
Giovanni Coppa (9. listopadu 1925, Alba, Piemont, Itálie – 16. května 2016, Vatikán) byl diplomat Svatého stolce a kardinál (od 2007).

## Životopis
Giovanni Coppa pocházel z města Alba v severoitalské provincii Cuneo. Ke studiu bohosloví se přihlásil počátkem čtyřicátých let a vystudoval následně filosofii a teologii a posléze i postgraduální studium na Katolické univerzitě Nejsvětějšího Srdce v Miláně, kde získal doktorát moderního písemnictví (disertační práce Sull'iconografia della Santissima Trinità dalle origini al XIV secolo) v oboru filosofie a latinské literatury. Zároveň také studoval německý jazyk na Goethe Institut v Římě. Kněžské svěcení přijal 2. ledna 1949. Roku 1953 byl povolán k práci v Apoštolském kancléřství, odkud byl roku 1958 převelen do Státního sekretariátu Apoštolského stolce. Pro svou dobrou znalost latiny se zúčastnil druhého vatikánského koncilu jako expertní překladatel a redaktor dokumentů. I z toho důvodu se nejspíš stal roku 1965 kanovníkem baziliky svatého Petra v Římě.
Z podnětu kardinála Giovanniho Battisty Montiniho (od roku 1963 papež Pavel VI.) roku 1963 započal studium a následně překlad díla velkého milánského arcibiskupa a jednoho z nejvýznamnějších latinských církevních otců, sv. Ambrože, a v následujících více než 30 letech postupně vydával komentované studie a překlady jeho díla i kritická vydání.
Dne 1. prosince 1979 byl jmenován titulárním arcibiskupem sertským, biskupské svěcení mu udělil papež Jan Pavel II. 6. ledna 1980. Byl posledním apoštolským nunciem v Československu (1990–1993) a prvním nunciem v České republice (1993–2001) a na Slovensku (1993–1994). Dne 30. května 2001 byl jmenován kanovníkem baziliky sv. Petra ve Vatikánu, 29. října téhož roku pak konzultorem státního sekretariátu.
Při konzistoři 24. listopadu 2007 ho papež Benedikt XVI. jmenoval kardinálem.

## Monografie
- G. Coppa: Buďte věrní /Homilie, rozhovory, přednášky/. Karmelitánské nakladatelství, Kostelní Vydří 1998. 471 s. ISBN 80-7192-254-4

## Galerie

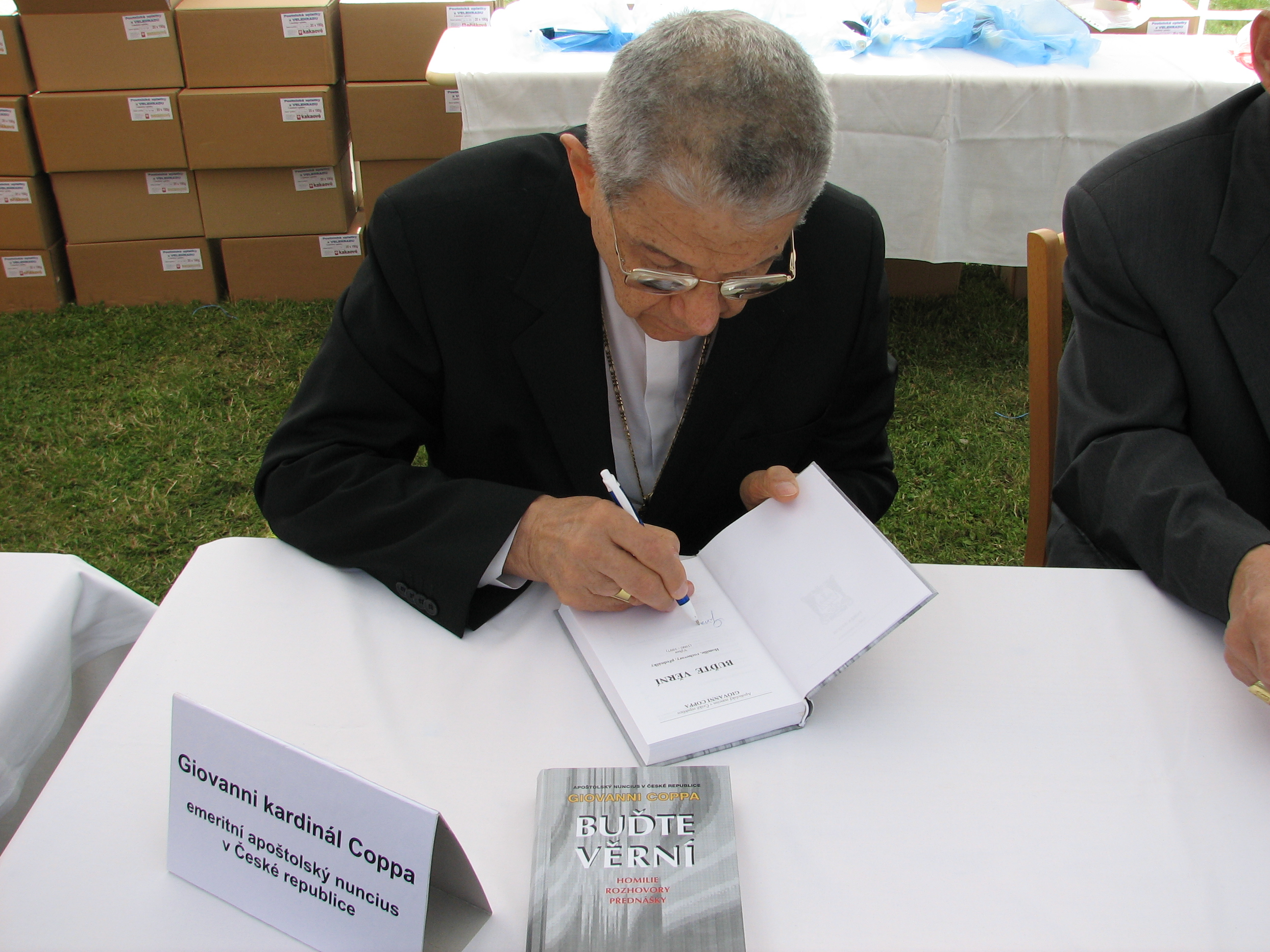
Giovanni Coppa na Velehradě (2008)
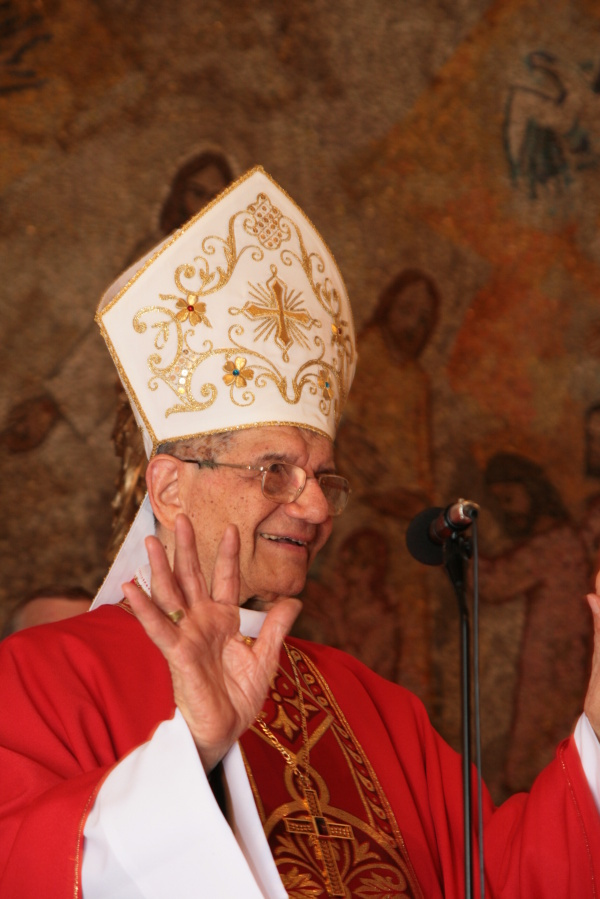
Giovanni Coppa (2008)
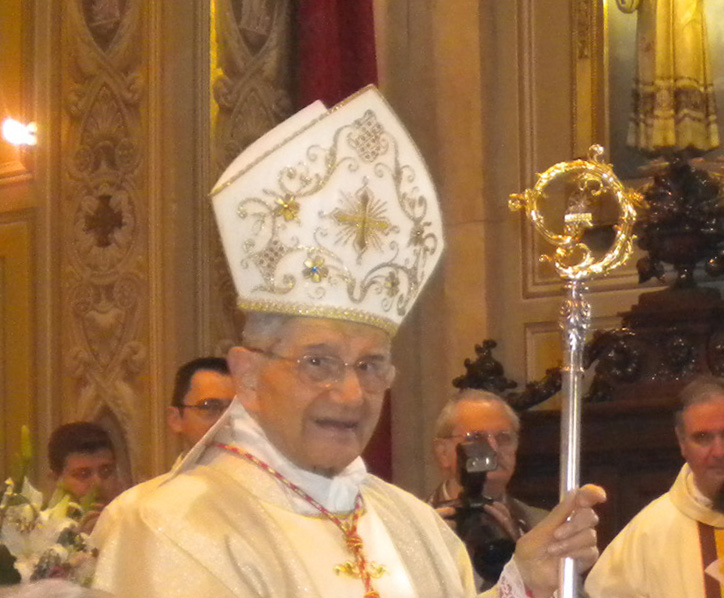
Kardinál Coppa při bohoslužbě 13. května 2012